# ヒトモトススキ
ヒトモトススキ (Cladium chinense Nees) は、非常に大きくなる草本で、海岸近くの水辺にはえる。日本原産のカヤツリグサ科では最大の植物である。

## 特徴
ヒトモトススキは、単子葉植物カヤツリグサ科の多年生草本である。大柄かつ剛直な植物で、非常に目立つ植物である。
大きな株立ちになる多年草で、匍匐茎は出さない。草丈は2mにも達する。茎も葉もつやがある深緑で、非常に硬い。葉は根出状に出て立ち上がるが、その先端はとても細くなり、次第に垂れる。
夏に花茎を出す。花茎は高さ1-2m、枝分かれせず、節ごとに長い葉がつく。時に節から不定芽のようなものが芽吹いてくる。
花は8-10月、花茎の上の方の数節から出て、それぞれは倒円錐花序をなし、多数の褐色の小穂がまばらなかたまりとなる。個々の小穂は褐色の鱗片の重なったもので長さ3mm、細長いドングリのような楕円形、多くの場合、柄の先に数個ずつかたまって生じる。鱗片は10枚ほどが重なり、その中に2個の小花が収まる。小花の内で先端側のものが種子をつける。

## 分布と生育環境
分布は広く、中国からインド、マレーシア、オーストラリアまで広がる。日本では関東南部から四国、九州、琉球まで。
海岸近くに多く、海岸では海浜植物などの後方、淡水がわいているような場所に生える。ある程度内陸の池や湿地の水際に出現することもある。生育地では非常に密生した群落を作る。迷い込むと身動きが取れなくなることもある。
和名は横に這わないススキの意と思われるが、形はともかく、見かけではススキにはあまり似ておらず、はるかにごつごつした植物である。別名をシシキリガヤと言い、これは葉のざらつきが強く、肉が切れるという意味である。
この草花は、東大阪市天然記念物にも指定されている。

## 分類
ヒトモトススキ属は世界の熱帯を中心に数種が知られているが、日本ではこの種のみである。
小穂にごく少数の花を含むこと、小花が両性花であること、果実の基部が厚くなることなどはアンペライ属などと共通するが、花被片がないこと、ヒトモトススキ属は葉が偏平なこと、果実の表面が海綿状となることなどが異なる。ミカヅキグサ属もやや似ているが、明瞭な花被片がある（針状突起）ことなどが異なる。